# Warmsen
Warmsen is een gemeente in de Duitse deelstaat Nedersaksen. De gemeente maakt deel uit van de Samtgemeinde Uchte in het Landkreis Nienburg/Weser.
Warmsen telt 3.247 inwoners. (per 31-12-2020 3.247 inwoners).

## Geschiedenis
In het oorkondeboek van Hoyaer werd Warmsen in 1069 voor het eerst vermeld. In de Middeleeuwen gaf de strategische ligging van de plek reden tot strijd tussen de graven van Hoya en de Bisschoppen van Minden.
Nadat in 1582 de buurtschap aan het Hertogdom Brunswijk-Lüneburg overdragen werd, behoorde het tegenwoordige gebied van de gemeente Warmsen sinds de 19e eeuw bij het Koninkrijk Hannover en werd vanaf 1866 onderdeel van Pruisen.

### Meteoriet

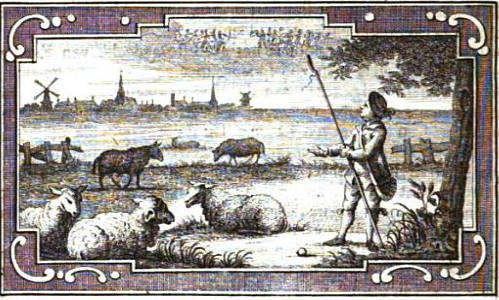
Het verschijnsel op een prent.

Tussen Warmsen en Schammerlo deed zich op 9 april 1647 een opmerkelijk verschijnsel voor. De overlevering ervan lijkt op een typisch 17e-eeuws verslag van wat in werkelijkheid een Meteoriet was. Een lokale herder omschrijft de gebeurtenis als volgt: "Op een heldere middag in een lichte wolk had men een gerucht gehoord, alsof er op honderd trommels werd geslagen. Daarna volgden twee harde knallen, alsof het kanonschoten waren. Daarna zag de herder twee legers vechten, en een uur lang klonk het het als het knallen van duizenden musketten. Daarna wierp een boogschutter een brandende kogel naar de aarde. De kogel viel op de aarde uiteen in stukken. Bij het breken dachten de mensen dat hemel en aarde zouden vergaan." De fragmenten zijn gevonden, en een stuk daarvan werd naar Stolzenau in Nieuwenburg gestuurd. De kogel was uitwendig roetzwart, en inwendig van koper met goud vermengd. Volgens het historisch archief meteorieten en bolides, zijn in dezelfde periode op diverse plaatsen in Westfalen stenen uit de lucht gevallen.
- Gemeinsame Normdatei: 4443544-7
- Library of Congress Control Number: n00027695
- Nationale Bibliotheek van Israël: 987007480121605171
- Virtual International Authority File: 158239575

Balge · 
Binnen · 
Bücken · 
Diepenau · 
Drakenburg · 
Estorf · 
Eystrup · 
Gandesbergen · 
Hämelhausen · 
Haßbergen · 
Hassel (Weser) · 
Heemsen · 
Hilgermissen · 
Hoya · 
Hoyerhagen · 
Husum · 
Landesbergen · 
Leese · 
Liebenau · 
Linsburg · 
Marklohe · 
Nienburg/Weser · 
Pennigsehl · 
Raddestorf · 
Rehburg-Loccum · 
Rodewald · 
Rohrsen · 
Schweringen · 
Steimbke · 
Steyerberg · 
Stöckse · 
Stolzenau · 
Uchte · 
Warmsen · 
Warpe · 
Wietzen